# Csehi
Csehi (vyslovováno [čehi]) je vesnice v Maďarsku v župě Vas, spadající pod okres Vasvár. Nachází se asi 11 km jihovýchodně od Vasváru. V roce 2015 zde žilo 238 obyvatel. Dle údajů z roku 2011 tvoří 96,5 % obyvatelstva Maďaři, 2,7 % Němci a 0,8 % Romové, přičemž 3,1 % obyvatel se k národnosti nevyjádřilo. Název Csehi znamená v maďarštině "český".
Vesnice leží na silnicích 7361 a 7382. Sousedními vesnicemi jsou Bérbaltavár a Csehimindszent.